# Weev
Pour les articles homonymes, voir Auernheimer.
weev est le pseudonyme d'Andrew Alan Escher Auernheimer, hacker, américain médiatisé pour son implication dans plusieurs attaques de sites sur internet, puis pour son activisme d'extrême droite. Il se décrit comme un « troller internet » en s'identifiant comme étant Escher Auernheimer, bien que la plupart des sources en question fournissent son véritable prénom, Andrew.
Il est également connu comme hacker « grey hat » de la communauté « Goatse Security ».

## Biographie
Andrew Alan Escher Auernheimer naît le 1er septembre 1985 en Arkansas. D'après la mère d'Auernheimer, interviewée par le magazine Newsweek au sujet des activités néonazies de son fils, il aurait des origines diverses, notamment juives et amérindiennes. Dans sa base de données des détenus, le Bureau fédéral des prisons le classe dans la catégorie raciale « Indien d'Amérique ».

## Crack (informatique)
Auernheimer a revendiqué sa responsabilité dans l'interruption des services d'Amazon en avril 2009 lorsque plusieurs livres relatifs à l'homosexualité ont été classés dans la catégorie pornographie,. Amazon déclara qu'Auernheimer n'était pas responsable de cet incident. Mais bien avant l'incident Amazon, son profil avait été publié par de nombreux journaux friands de ses polémiques ou intéressés par ses activités de crack, notamment le New York Times, dans lequel il prétendait être membre d'une organisation hacker appelée « the organization » et rapportant un revenu annuel de dix millions de dollars. Il a même prétendu être le propriétaire d'une Rolls-Royce Phantom,. Après la publication de cet article, les commentaires de Auernheimer sur les histoires de hacking sont devenus une denrée recherchée par les journalistes. Gawker publia un article sur le piratage de l'email de Sarah Palin (en) et plaça le commentaire de Auernheimer dans le titre de l'article.

### Violation du système d'information AT&T
Auernheimer est membre du groupe d'experts en sécurité informatique connu sous le nom Goatse Security et responsable de la publication d'une faille de sécurité dans le système d'information d'AT&T ; son exploitation a permis le piratage de milliers d'adresses email d'utilisateurs d'iPad. La communauté Goatse a révélé la faille à Gawker Media après en avoir informé AT&T et publié les données de 114 000 utilisateurs iPad, parmi lesquels des célébrités, le gouvernement américain et les forces armées des États-Unis. Les actions de ce groupe relancent le débat sur la divulgation des failles de sécurité. Auernheimer assure que les pratiques utilisées par son groupe sont « monnaie courante » dans l'industrie, il déclare : « Nous avons essayé d'être de bons gars »,. Jennifer Granick (en) (Electronic Frontier Foundation) a par ailleurs défendue la stratégie utilisée par Goatse Security.
Le FBI a alors ouvert une enquête sur l'incident. Une plainte pénale a été officiellement déposée en janvier 2011.
Peu de temps après l'ouverture de l'enquête, la maison d'Auernheimer a été perquisitionnée par le FBI et la police locale. La perquisition du FBI était motivée par la violation du système d'information d'AT&T, mais Auernheimer fut arrêté pour détention de drogues. Selon la police, Auernheimer aurait été trouvé en possession de cocaïne, d'ecstasy, de LSD, ainsi que des produits pharmaceutiques durant l'exécution du mandat de perquisition lié à AT&T. Il sera ensuite libéré sous caution dans l'attente de son procès pour un montant de 3 160 dollars. Après sa libération sous caution, il a enfreint son obligation de silence pour protester contre ce qu'il considère comme une atteinte à ses droits civiques. En particulier, il contesta la légalité de la perquisition et l'impossibilité de bénéficier de l'assistance juridique publique. Il a également fait un appel de dons via PayPal pour couvrir les frais de procédure,.
En janvier 2011, toutes les charges liées à la drogue retenues à son encontre ont été immédiatement abandonnées après son arrestation par les autorités fédérales. Le département de la justice annonça son inculpation pour crimes avec deux chefs d’accusation : complot dans le but d'accéder à un ordinateur sans autorisation et fraude. Bien que son coaccusé, Daniel Spitler, ait été rapidement libéré sous caution, sa libération sous caution lui a tout d'abord été refusée en raison de sa situation de demandeur d'emploi et l'absence d'un soutien familial susceptible de l'héberger, avant finalement d'être fixée fin février 2011 à 50 000 dollars. weev sera incarcéré dans la prison fédérale (en) d'Oklahoma City en février 2011. Il est libéré sous caution en avril 2011, mais aucune mise en accusation n'a encore été déposée auprès du tribunal.

#### Procès et incarcération
En novembre 2012, un tribunal fédéral du New Jersey déclare Auernheimer coupable d'usurpation d'identité et de complot dans le but d'accéder à un ordinateur sans autorisation. En mars 2013, il est condamné à 41 mois de réclusion. En outre, lui et son coaccusé Daniel Spitler devront payer 73 000 dollars de compensation à AT&T. Incarcéré à la prison fédérale d'Allenwood Low (en) en Pennsylvanie, Auernheimer fait appel.
Le procès et l'emprisonnement de celui qui est « considéré par certains comme le plus célèbre des trolls » (d'après CNN) reçoivent une certaine médiatisation aux États-Unis, et il trouve le soutien de plusieurs personnalités, associations et médias du milieu de la technologie. Ainsi, un mouvement se met en place sur Internet pour demander sa libération, associé au slogan « Free weev » (soit « Libérez weev » en français) et un site Internet, freeweev.info,. Il accorde des entretiens au site Internet HuffPost, à la chaîne de télévision australienne SBS et au site Web d'actualités technologiques TechCrunch, qui lui décerne un « Crunchie Award » à titre honorifique. Le rappeur Childish Gambino (alias Donald Glover) lui dédie un morceau, Life: The Biggest Troll [Andrew Auernheimer], en conclusion de son album Because the Internet. Lors de son procès en appel, Auernheimer est assisté par l'Electronic Frontier Foundation, le professeur de droit Orin Kerr (en), ainsi que la Mozilla Foundation pour assurer sa défense.

#### Libération
En avril 2014, la cour d’appel des États-Unis pour le troisième circuit annule la condamnation d'Auernheimer. En effet, la cour d'appel jugea que condamner Auernheimer, originaire de l'Arkansas, dans un tribunal fédéral du New Jersey, pour des faits concernant des données contenues dans les serveurs d'AT&T au Texas et en Géorgie, constituait un vice de forme. Auernheimer est immédiatement libéré.

### Vie après la prison
Quelque temps après sa sortie de prison, Auernheimer quitte les États-Unis. Il aurait depuis vécu au Liban, en Ukraine et en Transnistrie. En octobre 2014, il publie un article sur The Daily Stormer, un site Internet lié au suprémacisme blanc, où il parle de son expérience en tant que détenu dans une prison fédérale. Il y fait notamment part de ses opinions suprémacistes et néonazies, illustrant l'article par une photo de lui-même arborant un imposant svastika tatoué sur son torse.
En 2015, il fait parler de lui en dévoilant sur Twitter les informations personnelles et préférences sexuelles de plusieurs personnes (dont beaucoup de fonctionnaires américains) ces informations provenant de la fuite de la base de données du site de rencontres Adult FriendFinder (en). Auernheimer explique avoir ciblé en priorité les fonctionnaires américains « car ils ont l'air d'être les plus faciles à couvrir de honte ».
Peu à peu, il se rapproche de la mouvance d'extrême droite américaine alt-right, et renforce sa relation avec le Daily Stormer et son fondateur Andrew Anglin, devenant le webmestre et expert technique du site Internet. Il publie lui-même plusieurs articles à caractère antisémite sur le site. En 2016, il utilise ses talents de hacker pour pirater les télécopieurs et les imprimantes de plusieurs universités à travers les États-Unis, en faisant imprimer à distance des tracts publicitaires couverts de croix gammées pour faire la promotion du Daily Stormer,. La même année, il participe à une campagne de harcèlement antisémite envers une journaliste juive.

## Opinions politiques, critiques et controverses

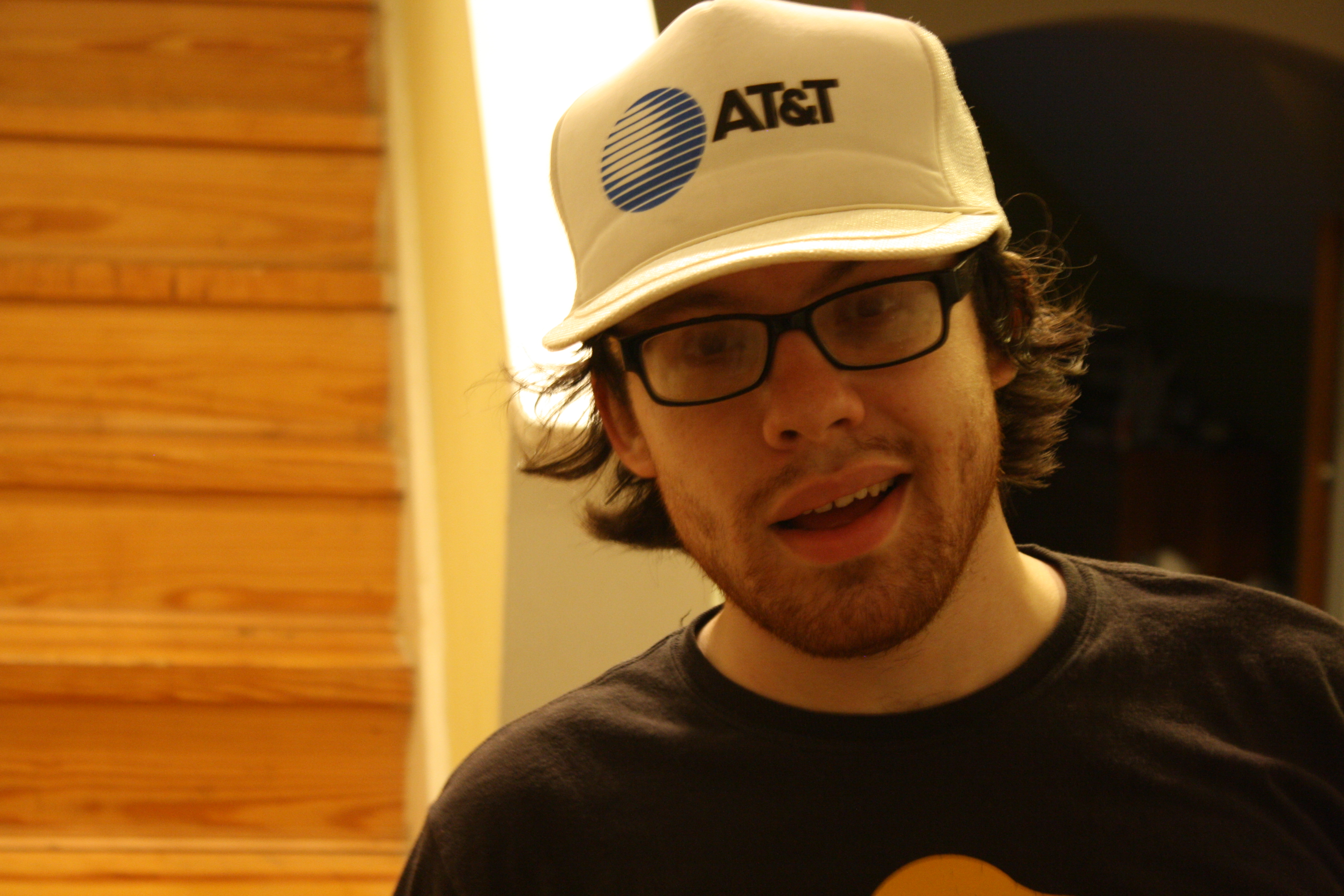
Auernheimer en 2010.

Les actions de « weev » sont parfois décrites comme l'expression d'un hacktivisme. La commentatrice australienne Emma Jane (en) l'a qualifié de « célébrité hacktiviste ». Auernheimer a défendu des positions impopulaires, même lorsqu'elles rencontraient une forte opposition. Il a soutenu la très satirique Encyclopedia Dramatica dans une interview au Ninemsn, laquelle fut citée comme « plutôt brillante » dans un article du Register à propos de la censure Internet en Australie.
Auernheimer a publié un certain nombre de podcasts et tient à jour un blog LiveJournal dans lequel il aborde les questions raciales et culturelles. Sur Internet, il a été familier de tirades à caractère sexiste, raciste et antisémite, longtemps interprétées dans le milieu comme des provocations teintées d'humour, ou trolling, comme Fox News le qualifiant de « provocateur et plein d'esprit », et un rédacteur du magazine Forbes le comparant au « Puck » de Shakespeare. Cette dernière interprétation fait l'objet d'un débat avec un auteur du mensuel The Atlantic  trouvant la qualification de « Puck » « curieusement généreuse ». Aussi, dès 2010, alors que le milieu de la sécurité informatique s'émeut de l'arrestation d'Auernheimer par le FBI, Philip Elmer-DeWitt (en) le décrit comme « le plus horrible des hackers » dans une chronique rédigée pour le magazine Fortune, rappelant qu'Auernheimer fut l'auteur du podcast The iProphet, une série de « sermons » vidéo dans lesquels Auernheimer, dit « le i-Prophète », s'emportait contre les Noirs et les « médias sionistes ». Auernheimer se défendit alors de tout racisme ou antisémitisme, se justifiant au nom  du trolling ; d'après un membre de Goatse Security et un portrait du site Gawker il aurait affirmé être lui-même d'origine juive (cette affirmation sera réitérée par sa mère dans un entretien accordé au magazine Newsweek).
En 2014, quelques mois après sa sortie de prison, il publie sur le site Internet suprémaciste The Daily Stormer un article où il affiche à nouveau des positions suprémacistes et antisémites, illustrant l'article par une photo de lui-même arborant un tatouage en forme de croix gammée,. Son avocat Tor Ekeland estime que s'il affichait déjà autrefois des signes de convictions antisémites, c'est en prison qu'il se serait « radicalisé ». Auernheimer publia ensuite d'autres articles sur le site The Daily Stormer (dont il est le webmestre) appelant notamment au meurtre des Juifs, et participa à des attaques informatiques à caractère politique d'extrême droite,. Il a été depuis qualifié de « néonazi » dans des publications comme The Atlantic, Newsweek ou Le Monde, ou encore par l'association antiraciste américaine Southern Poverty Law Center.